# Octopoma tanquanum
Octopoma tanquanum är en isörtsväxtart som beskrevs av Klak. Octopoma tanquanum ingår i släktet Octopoma och familjen isörtsväxter. Inga underarter finns listade i Catalogue of Life.